# UFC 250
UFC 250: Nunes vs. Spencer（ユーエフシー・ツーフィフティー：ヌネス・バーサス・スペンサー）は、アメリカ合衆国の総合格闘技団体「UFC」の大会の一つ。2020年6月6日、ネバダ州ラスベガスのUFC APEXで開催された。

## 大会概要
本大会では、王者アマンダ・ヌネスと挑戦者フェリシア・スペンサーによるUFC世界女子フェザー級タイトルマッチが組まれた。

## 試合結果

### アーリープレリム
第1試合 150ポンド契約 5分3R
○  ハーバート・バーンズ vs.  エヴァン・ダナム ×
1R 1:20 リアネイキドチョーク
第2試合 ライトヘビー級 5分3R
○  デビン・クラーク vs.  アロンゾ・メニフィールド ×
3R終了 判定3-0（30-27、29-28、29-28）
第3試合 フライ級 5分3R
○  アレックス・ペレス vs.  ジュシー・フォルミーガ ×
1R 4:06 TKO（右ローキック）

### プレリミナリーカード
第4試合 ミドル級 5分3R
○  マキ・ピトーロ vs.  チャールズ・バード ×
2R 1:10 TKO（パウンド）
第5試合 フェザー級 5分3R
○  コーディー・スタマン vs.  ブライアン・ケレハー ×
3R終了 判定3-0（30-27、30-27、30-27）
第6試合 ミドル級 5分3R
○  イアン・ハイニッシュ vs.  ジェラルド・マーシャート ×
1R 1:14 TKO（右フック→パウンド）
第7試合 フェザー級 5分3R
○  アレックス・カサレス vs.  チェイス・フーパー ×
3R終了 判定3-0（30-27、30-27、30-27）

### メインカード
第8試合 バンタム級 5分3R
○  ショーン・オマリー vs.  エディ・ワインランド ×
1R 1:54 KO（右ストレート）
第9試合 ウェルター級 5分3R
○  ニール・マグニー vs.  アンソニー・ロッコ・マーティン ×
3R終了 判定3-0（30-27、30-27、29-28）
第10試合 バンタム級 5分3R
○  アルジャメイン・スターリング vs.  コーリー・サンドヘイゲン ×
1R 1:28 リアネイキドチョーク
第11試合 バンタム級 5分3R
○  コーディ・ガーブラント vs.  ハファエル・アスンソン ×
2R 4:59 KO（右フック）
第12試合 UFC世界女子フェザー級タイトルマッチ 5分5R
○  アマンダ・ヌネス vs.  フェリシア・スペンサー ×
5R終了 判定3-0（50-44、50-44、50-45）
※ヌネスが王座の初防衛に成功。

### 各賞
ファイト・オブ・ザ・ナイト：該当無し
パフォーマンス・オブ・ザ・ナイト：コーディ・ガーブラント、アルジャメイン・スターリング、ショーン・オマリー、アレックス・ペレス
各選手にはボーナスとして5万ドルが授与された。

### カード変更
負傷などによるカードの変更は以下の通り。